# Margarites striatus
Margarites striatus är en snäckart som först beskrevs av Leach 1819.  Margarites striatus ingår i släktet Margarites och familjen pärlemorsnäckor. Arten har ej påträffats i Sverige.

## Underarter
Arten delas in i följande underarter:
- M. s. striatus
- M. s. laevior

## Bildgalleri

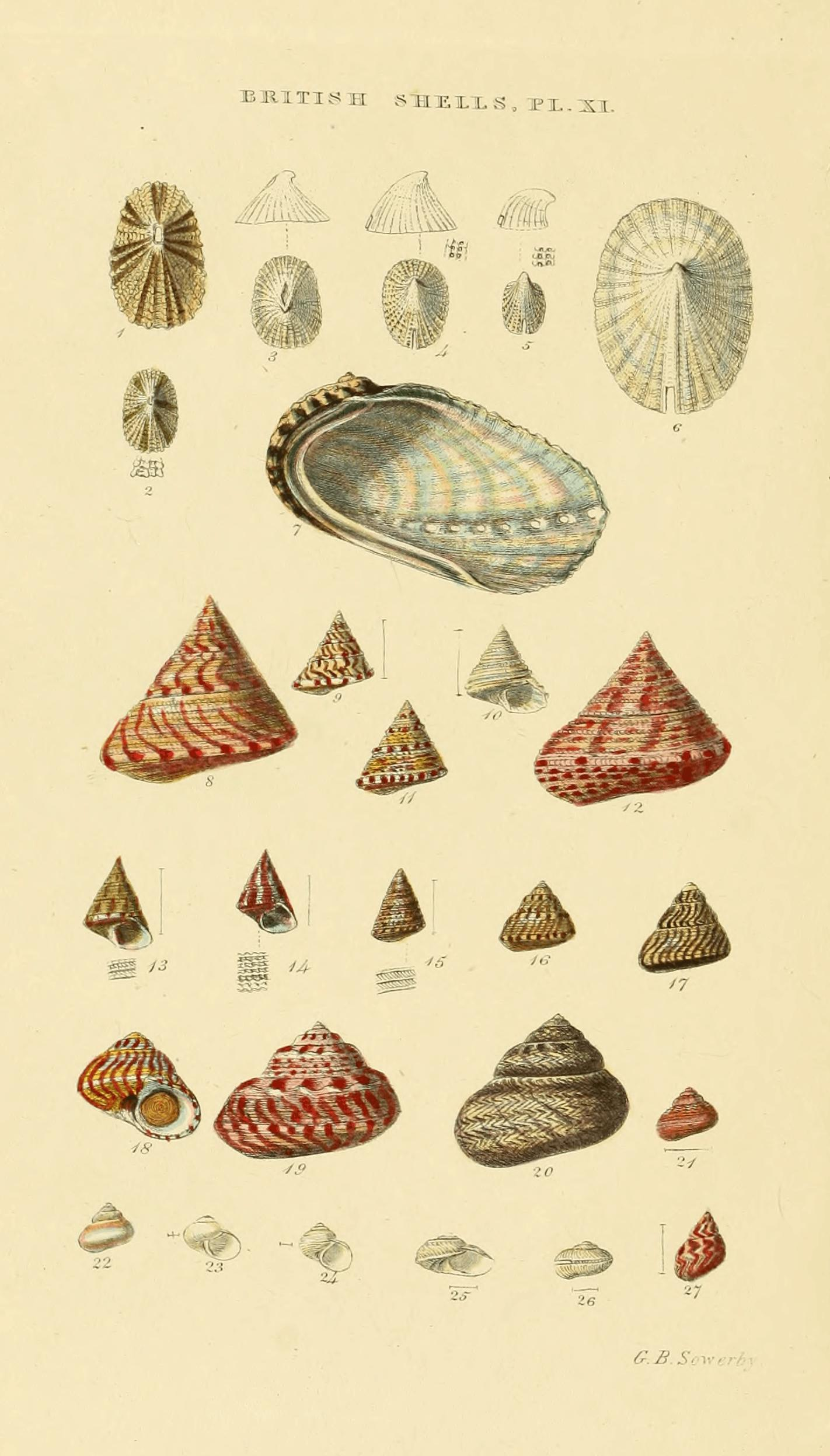